# Stop the War Coalition
Stop the War Coalition est une association britannique fondée en 2001.

## Objet
L'organisation a pour objet de s'opposer aux conflits armés, mais elle est accusée de masquer derrière ce soutien affiché à la paix, un soutien réel à certains camps : par exemple, lors de la guerre civile syrienne, elle apporte son soutien à Bachar el-Assad et à l'intervention militaire russe en Syrie, en reprenant les éléments de propagande du régime et sans jamais dénoncer les crimes de guerre commis par ces deux alliés contre des civils, ou encore de soutenir l'annexion de la Crimée par la Russie en 2014,,.